# او.جی. سیمپسون
اورنتال جیمز "او.جی." سیمپسون (انگلیسی: Orenthal James "O. J." Simpson؛ ۹ ژوئیهٔ ۱۹۴۷ – ۱۰ آوریل ۲۰۲۴) بازیکن فوتبال آمریکایی و هنرپیشه اهل ایالات متحده آمریکا بود.

## فوتبال آمریکایی
اورنتال جیمز سیمپسون در جوانی، با درخشش در فوتبال آمریکایی در دوران کالج به شهرت رسید و پس از کالج در سال ۱۹۶۹ به تیم بافلو بیلز لیگ ملی فوتبال آمریکایی راه یافت. او در سال ۱۹۷۳ نخستین فوتبالیست ان‌اف‌ال لقب گرفت که در طول یک فصل با حمل توپ بیش از ۲۰۰۰ یارد تیم خود را جلو برده بود. سیمپسون تا سال ۱۹۷۷ در این تیم بازی کرد و عنوان یکی از بزرگترین حمل‌کنندگان توپ در تاریخ لیگ ملی فوتبال آمریکایی را به‌دست آورد. او.جی. سیمپسون در سال ۱۹۷۹ از سطح حرفه‌ای فوتبال آمریکایی بازنشسته شد.

## اتهام قتل

### دستگیری
او در سال ۱۹۹۴ به قتل عمد همسر سابق خود، نیکول سیمپسون و و یکی از دوستانش ران گلدمن متهم شد. وی با حمل یک اسلحه و گذرنامه جعلی سعی در فرار داشت. ولی سرانجام توسط تعداد بیشماری ماشین پلیس و در یک تعقیب و گریز طولانی دستگیر شد. سیمپسون پس از تلفن به مادرش، تسلیم شد. این تعقیب و گریز طولانی‌ترین و عجیب‌ترین تعقیب و گریز در آمریکا بود. هزاران نفر این تعقیب و گریز را به صورت زنده نگاه می‌کردند.

### دادگاه
وی سرانجام به علت داشتن یک تیم حقوقی بسیار قوی در دادگاه تبرئه شد. دادگاه او رکورددار پوشش خبری در آمریکا بود و توسط بسیاری از صاحب‌نظران، لقب «محاکمهٔ قرن» گرفت. وکیل او.جی. سیمپسون رابرت کارداشیان پدر چهره مشهور کیم کارداشیان بود.
دادستان‌ها مدعی بودند او.جی. همسر سابق خود، نیکول، را از روی حسادت به قتل رسانده است. آنها با پیدا شدن خون، تار مو و آزمایش‌های پزشکی قانونی دیگر ارتباط میان سیمپسون با این قتل‌ها را به عنوان مدرک ارائه کردند.
اما وکلای سیمپسون پلیس را متهم کردند که با انگیزه‌های نژادپرستانه او.جی. سیمپسون سیاه‌پوست را قاتل می‌پندارد. یکی از مهمترین لحظه‌های دادگاه هنگامی بود که یکی از دادستان‌ها از او.جی. سیمپسون خواست دستکش‌های خونینی را به‌دست کند که گفته می‌شد در صحنه قتل پیدا شده است. اما کلنجار رفتن سیمپسون برای به دست کردن دستکش‌ها باعث شد یکی از وکلای او به نام جانی کاکرن در دفاعیات پایانی بگوید: «اگر (دستکش‌ها) دستت نمی‌ره، پس باید تبرئه شوی». در پایان دادگاه هیئت منصفه سیمپسون را ۱۰۰درصد بی‌گناه خواند. مدت کوتاهی پس از دادگاه این رای بسیار بحث‌برانگیز شد.

## دزدی
او در سال ۲۰۰۸ به علت سرقت مسلحانه دستگیر و محاکمه شد و به ۳۳ سال زندان با امکان آزادی مشروط پس از گذشت حداقل ۹ سال محکوم شد. اما در ۱ اکتبر ۲۰۱۷ پس از ۹ سال، از زندان آزاد شد.

## در رسانه‌ها
از فیلم‌ها یا برنامه‌های تلویزیونی که سیمپسون در آن نقش داشت می‌توان به آمریکا کیست؟، کاپریکورن یک، سلاح عریان ۱، سلاح عریان ۲، سلاح عریان ۳، جایی برای پنهان شدن نیست، تبادل دانشجو و گذرگاه کاساندرا اشاره کرد.
در سال ۲۰۱۶ مجموعهٔ تلویزیونی داستان جنایی آمریکایی از شبکهٔ اف‌ایکس پخش شد که بر پایه اتفاقات دادگاه سال ۱۹۹۴ او.جی. سیمپسون تهیه شده بود.

## درگذشت
وی در ۱۰ آوریل ۲۰۲۴ در سن ۷۶ سالگی بر اثر بیماری سرطان درگذشت. در هنگام مرگ فرزندان و نوه‌های او در کنارش بودند.